# Orode I di Elimaide
Orode I (fl. I secolo) è stato un re di Elimaide, che regnò probabilmente nel I secolo.
È conosciuto solo dalle sue monete, che recano una leggenda in aramaico (URUD MaLKA - Re Orodes) e sono in stile partico. Dietro il ritratto del sovrano sono raffigurate un'ancora e una mezzaluna con una stella; un'ancora si trova anche sul retro.